# 浜ユウキ
浜ユウキ（はまゆうき、1994年9月29日 - ）は、日本のお笑いタレント（ピン芸人）。
吉本興業に所属している。NSC大阪校41期出身。

## 来歴
2018年　小学生の頃からの親友である高田健太郎とNSC41期としてコンビ入学、シシノコ結成。
2019年、お互いの芸風の方向性からこの年のM-1を機に解散。その後ピン芸人として活動を開始。
2021年、漫談を軸に活動を再開。
2022年　元相方の高田健太郎と新しい形としての活動としてシシノコをユニットコンビとして復活。
2023年3月、マンガ沼に宣材写真のみであるがシシノコとして出演。
2023年8月17日　MBSの「あれみた？深夜ならでは！もっとディープなオールザッツSP」にて優勝。

## 芸風
主に漫談を主体としており、内容としては「人を傷つけない笑い。」に分類されるような、生きていく中で起こりうる悲哀と温かみのあるネタを主としている。
2023年からは「はまゆ式エンジョイ〜体操」というギャグ体操を盛り込み、言葉と身体を大きく使ったスタイルを始める。
その他にはショートネタとしてのはまゆ体操もあり、こちらはギャグ体操を行った後「エンジョイ！」と発して空中に飛び上がるという流れを繰り返す。